# Dicranomyia (Dicranomyia) dreisbachi
Dicranomyia (Dicranomyia) dreisbachi is een tweevleugelige uit de familie steltmuggen (Limoniidae). De soort komt voor in het Nearctisch gebied.